# اکیاکا، دمیروزو
اکیاکا (به لاتین: Akyaka) (به کردی: Pûşke) یک منطقهٔ مسکونی در ترکیه است که در استان بایبورت واقع شده‌است.

## خصوصیات
اکیاکا ۱۰۱ نفر جمعیت دارد.